# کاتدولومینسانس

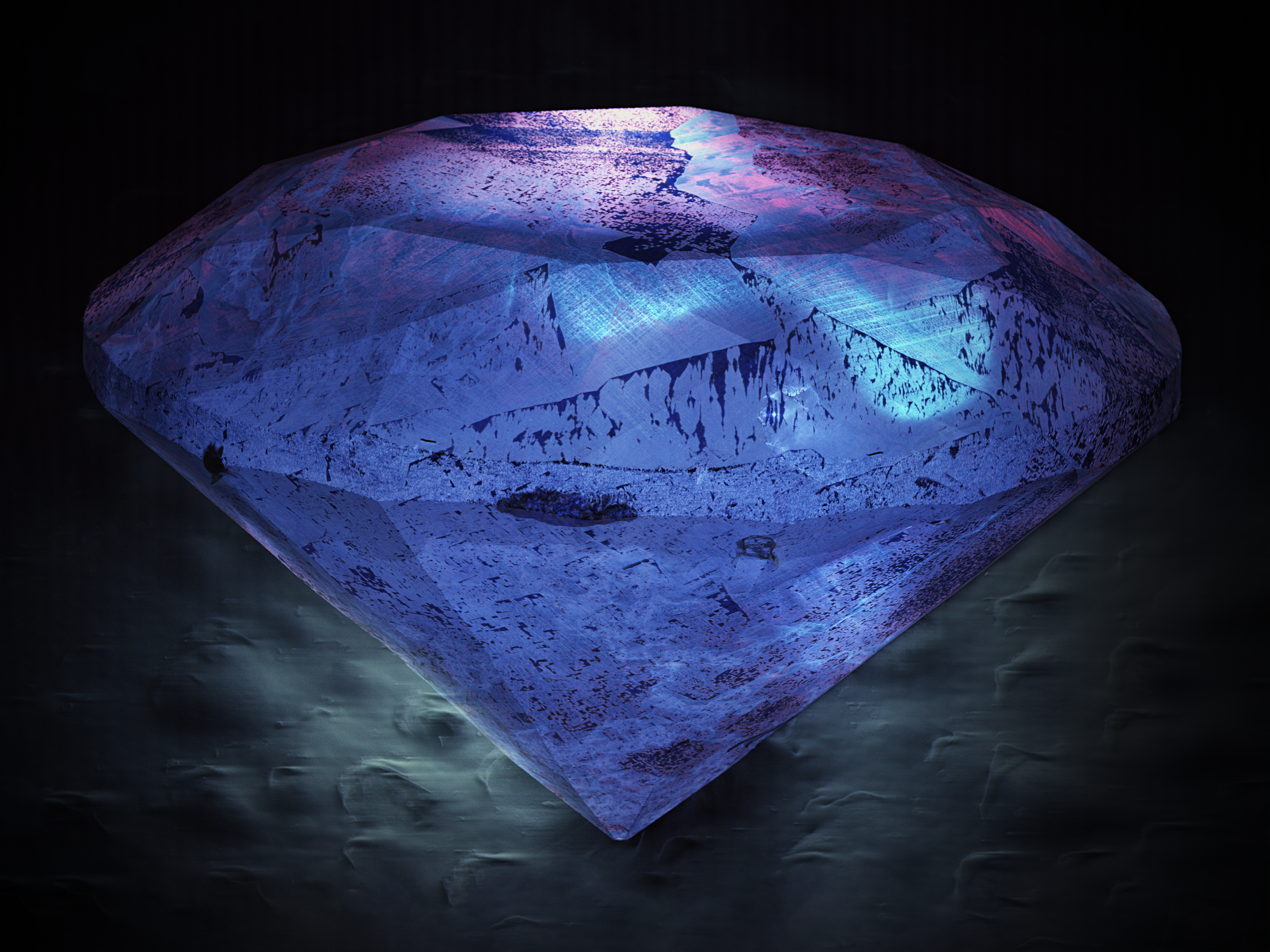
نگاره‌ای از پدیدهٔ کاتدولومینسانس از یک الماس تراش‌خورده که به‌وسیلهٔ میکروسکوپ الکترونی و با میدان دید ۳،۴۵ میلی‌متر ثبت شده‌است.

کاتدولومینسانس (Cathodoluminescence) یا پدیدهٔ کاتدتابناکی یک مشابه از نورتابناکی است. 
اما سازوکار تحریک بر اثر تابش پرتوهای الکترونی پرانرژی (با انرژی بیش از کیلو الکترون ولت) که به ماده برخورد می‌کند شکل می‌گیرد. با نفوذ بخش اعظم الکترون‌ها به درون ماده حساس و از دست دادن انرژی، الکترون‌های ماده را کنده و یون ایجاد می‌کند و عملکرد تولید الکترون ثانویه تداوم می‌یابد. این الکترون‌ها به باند هدایت رفته‌اند، حین بازگشت از خود نور متصاعد می‌کنند.
مثال کاربردی این پدیده، در لامپ‌های پرتو کاتدی (CRT) می‌باشد.

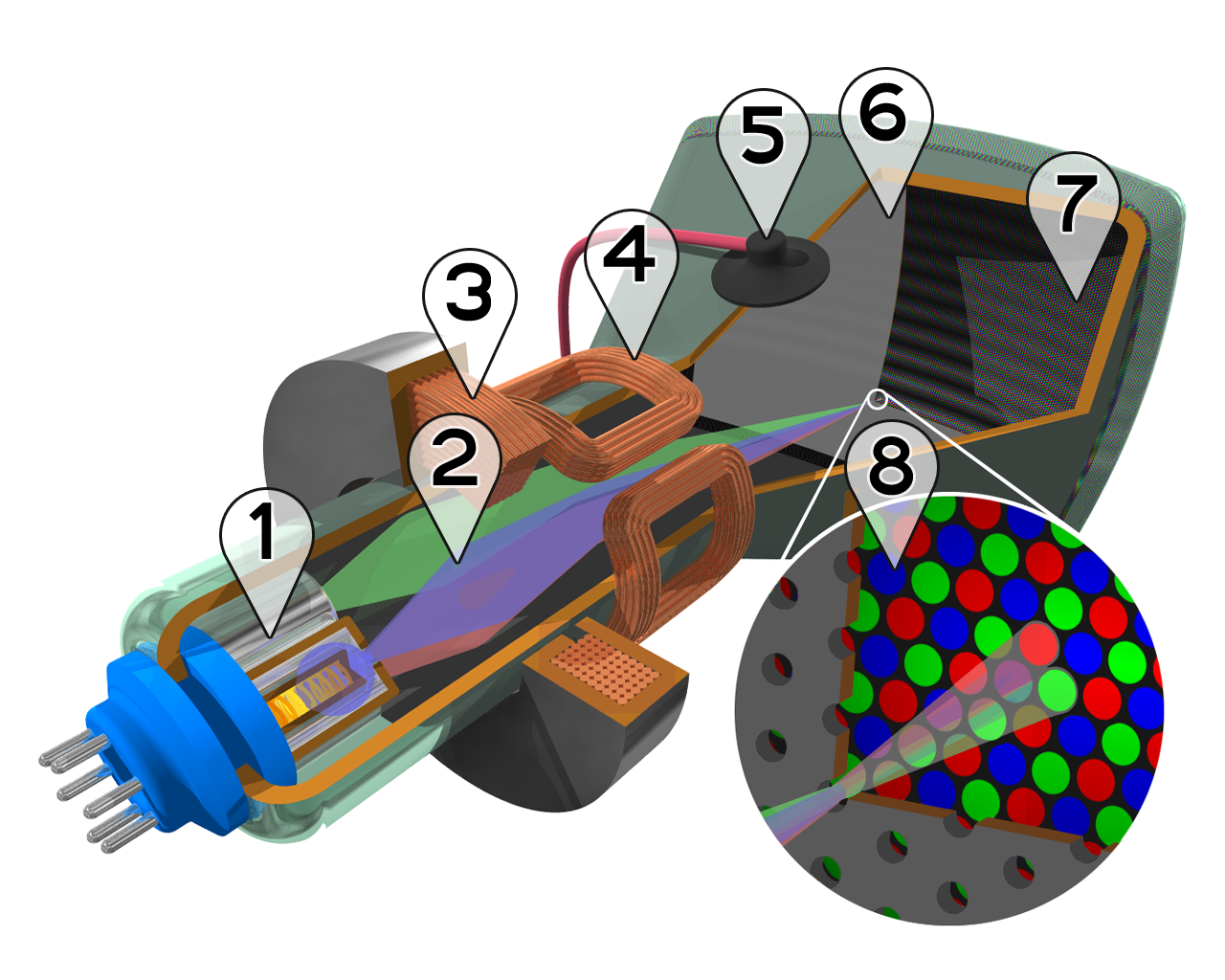

تفنگ الکترونی تشکیل دهنده کاتد لامپ پرتو کاتدی می‌باشد و از ترکیباتی با خاصیت ترمویونیک نظیر اکسید باریم و استرانسیم ساخته شده‌است. تفنگ الکترونی مولد شعاع الکترونی است که از خود الکترون پرتاب می‌کند. عمل انحراف شعاع الکترونی توسط میدان‌های الکترواستاتیک یا الکترومغناطیس رخ می‌دهد و در نهایت به صفحه فسفرسانس در جداره داخلی سمت ناظر برخورد می‌کند. ذرات فسفر سانس در پشت صفحه سمت ناظر در داخل لامپ به صفحات تقریبی ۵ میکرومتر، کل صفحه را پوشانده‌است. لایه بسیار نازکی از جنس فلز آلومینیوم به ضخامت تقریبی ۰٫۱ میکرو متر از یک طرف ذرات فسفر را از داخل پوشانده و از سوی دیگر فسفر به جداره لامپ چسبیده‌است.
وود لایه نازک آلومینیوم با دو هدف صورت گرفته شده‌است. اول به منظور جلوگیری از تجمع بار الکتریکی ساکن روی ذرات فسفری و تخلیه سریع تر این بارها به لحظ ماهیت فلزی و هادی بودن آلومینیوم و دوم به لحاظ ایجاد نوعی بازتابش نور به سوی ناظر و بیننده صفحه نمایش می‌باشد که این به کیفیت نمایش تصویر تاثیر مطلوبی می‌گذارد.